# Вальтий
Вальтий — река в России, протекает по Архангельской области. Устье реки находится в 64 км по правому берегу реки Кодима. Длина реки составляет 59 км. Площадь водосборного бассейна — 284 км².

## Притоки
- 33 км: река Зелёная
- 43 км: река Кержевка
- 47 км: река без названия

## Данные водного реестра
По данным государственного водного реестра России относится к Двинско-Печорскому бассейновому округу, водохозяйственный участок реки — Северная Двина от впадения реки Вычегда до впадения реки Вага, речной подбассейн реки — Северная Двина ниже места слияния Вычегды и Малой Северной Двины. Речной бассейн реки — Северная Двина.
Код объекта в государственном водном реестре — 03020300112103000027753.